# Kraftwerk Ekibastus
Das Kraftwerk Ekibastus liegt in der Nähe der kasachischen Stadt Ekibastus, besteht aus zwei Anlagen und ist eines der größten mit Kohle befeuerten Elektrizitätswerke der Welt.
Das erste Kraftwerk (GRES-1) besteht aus acht Blöcken zu je 500 Megawatt (MW) Leistung und verfügt über zwei je 330 Meter hohe Kamine. Das zweite weiter nordöstlich gelegene Kraftwerk (GRES-2) besitzt eine Leistung von 2× 500 MW. Es verfügt über den mit einer Höhe von 419,7 Meter höchsten Schornstein der Welt, der 1987 als erster Teil der Anlage errichtet wurde. Das Kraftwerk GRES-2 sollte ursprünglich aus acht Blöcken zu je 500 MW Leistung bestehen. Allerdings wurden nur zwei Blöcke fertiggestellt, die 1990 und 1993 ihren Betrieb aufnahmen. Mit dem Bau eines dritten Blocks wurde 1990 begonnen, er wurde aber abgebrochen. Auf vielen Bildern des Kraftwerks GRES-2 ist daher ein Kran zu sehen.

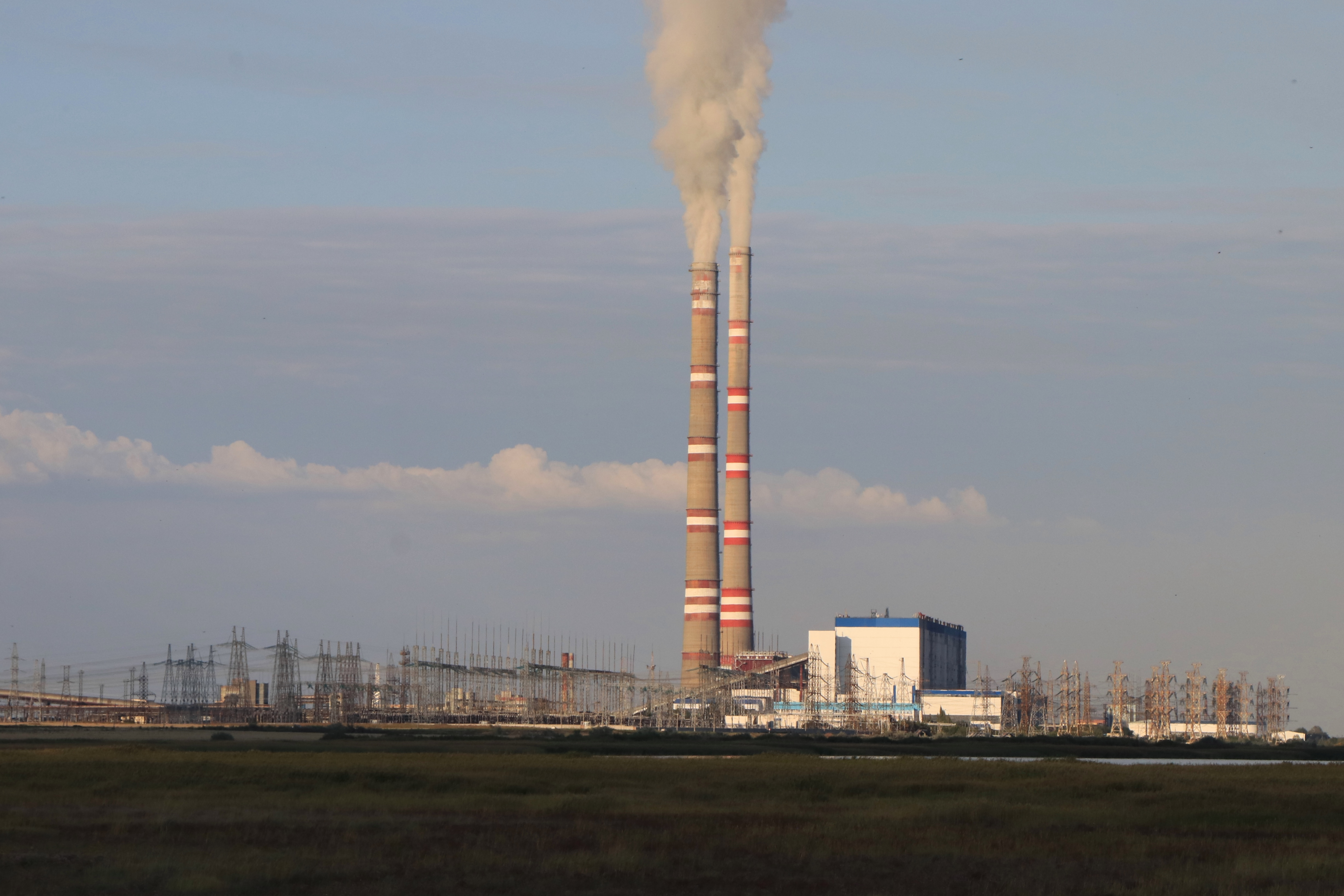
Kraftwerk GRES-1 in Betrieb (September 2024)
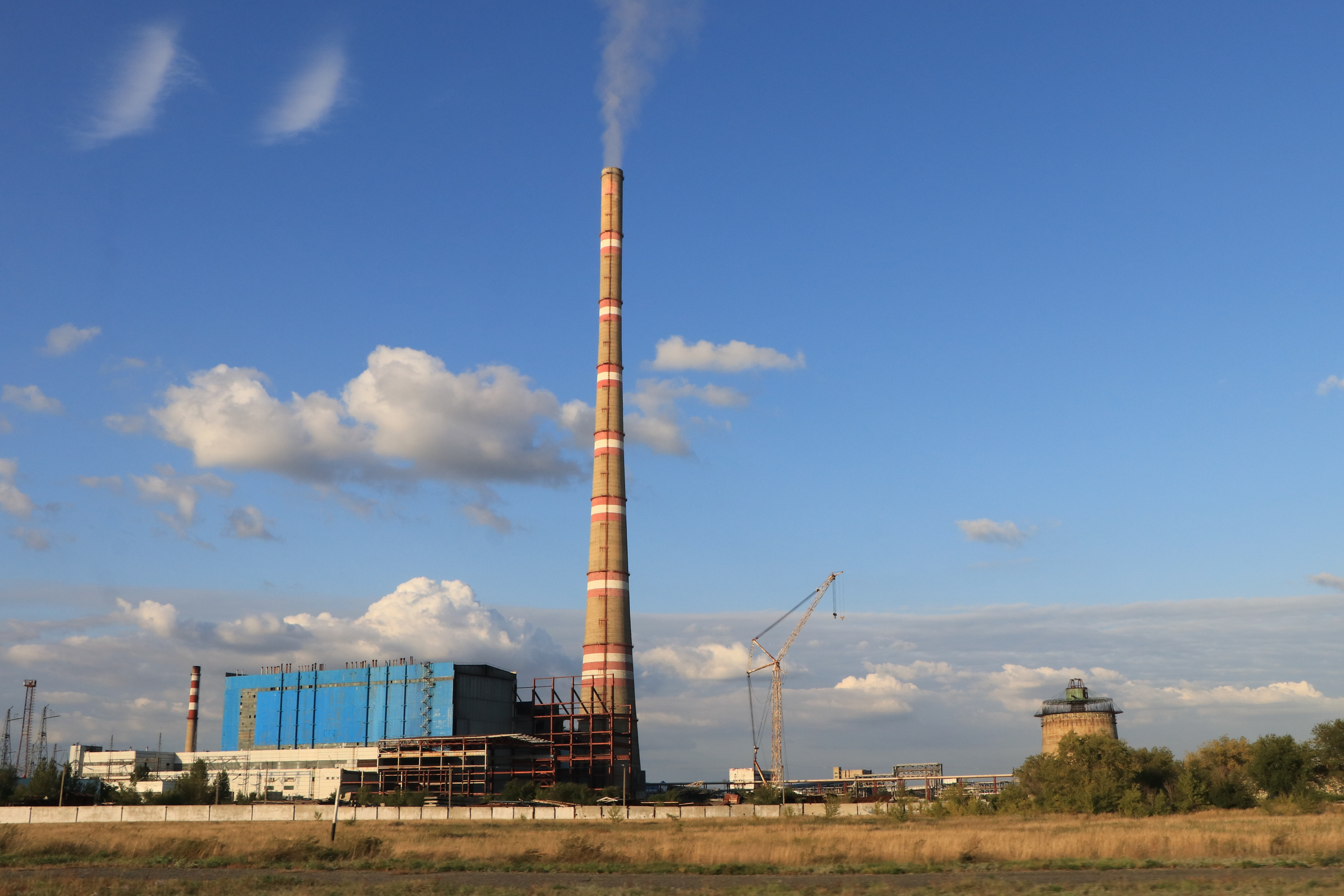
Kraftwerk GRES-2. Rechts der unvollendete Schornstein der nicht gebauten Blöcke 5 bis 8 (September 2024)

Vom Kohlekraftwerk Ekibastus geht die für eine Betriebsspannung von 1150 kV ausgelegte Drehstromleitung Ekibastus–Kökschetau aus, die damit die Drehstromleitung mit der höchsten Übertragungsspannung der Welt ist. Die Verlängerung dieser Leitung nach Elektrostal in Russland ist ebenfalls für 1150 kV ausgelegt.

## Sonstiges
Der sowjetische Spitzenpolitiker Georgi Maximilianowitsch Malenkow wurde 1957 nach einem misslungenen Putschversuch gegen Parteichef Chruschtschow zum Leiter eines Wasserkraftwerkes in Ust-Kamenogorsk und danach zum Direktor des Kraftwerkes in Ekibastus degradiert. Er behielt diesen Posten auch, nachdem man ihn 1961 endgültig aus der KPdSU ausgeschlossen hatte. Erst nach seiner Pensionierung im Jahre 1968 durfte er nach Moskau zurückkehren.